# Чешљаковци
Чешљаковци су насељено место у општини Каптол, у западној Славонији, Република Хрватска.

## Историја
До нове територијалне организације налазило се у саставу бивше велике општине Славонска Пожега.

## Становништво
На попису становништва 2011. године, Чешљаковци су имали 268 становника.

## Попис1991.
На попису становништва 1991. године, насељено место Чешљаковци је имало 380 становника, следећег националног састава:
| Попис 1991.‍  | Попис 1991.‍  | Попис 1991.‍ | Попис 1991.‍ | Попис 1991.‍ |
| ------------ | ------------ | ----------- | ----------- | ----------- |
|              |              |             |             |             |
| Хрвати       | Хрвати       |             | 365         | 96,05%      |
| Чеси         | Чеси         |             | 2           | 0,52%       |
| Муслимани    | Муслимани    |             | 1           | 0,26%       |
| Срби         | Срби         |             | 1           | 0,26%       |
| неопредељени | неопредељени |             | 3           | 0,78%       |
| непознато    | непознато    |             | 8           | 2,10%       |
| укупно: 380  |              |             |             |             |